# ولاد حميد (بومعيز)
ولاد حميد هي إحدى مشيخات المملكة المغربية، تتبع جغرافيا لإقليم سيدي سليمان وإداريًا لبومعيز. يقدر عدد سكانها بـ 9072 نسمة حسب الإحصاء الرسمي للسكان والسكنى لسنة 2004.